# Colonia Dignidad
Colonia Dignidad (oficialment Sociedad Benefactora y Educacional Dignidad) és un assentament de colons alemanys fundat a Xile el 1961 per l'exmembre de les Joventuts Hitlerianes Paul Schäfer. Està situada en la comuna de Parral, Província de Linares, a la Regió del Maule. Es va fer cèlebre com a centre de detenció i tortura en temps de la dictadura militar d'Augusto Pinochet. El 2005, a suggeriment del traficant d'armes Gerhard Mertins, va adoptar el nom de Villa Baviera.
En l'actualitat el recinte de la Villa Baviera està obert. Els seus prop de 500 habitants es dediquen a tasques d'agricultura i ramaderia, a més del turisme, aprofitant els paisatges de la Serralada dels Andes i el riu Perquilauquén. Ofereixen gastronomia alemanya, serveis de guia i allotjament.

## Història
Els primers habitants de Colonia Dignidad van arribar el 1961, de la mà del ciutadà alemany Paul Schäfer, que havia nascut el 1921 a la ciutat de Siegburg, prop de Bonn.
Schäfer va ser un personatge sinistre. La seva primera experiència laboral a Alemanya va ser com a assistent social per a menors en una institució de l'església evangèlica local, essent acomiadat del seu càrrec a finals de la dècada del 1940, davant d'acusacions d'abús sexual infantil. Si bé aquestes primeres denúncies van conduir al seu acomiadament, no es va iniciar llavors cap procés judicial. Va recórrer Renània com predicador laic anunciant el cristianisme protestant. Finalment, el va acollir una comunitat de Gronau, on més endavant va adquirir gran influència sobre una part dels seus membres. Va fundar a Lohmar la Missió Privada Social, els integrants de la qual havien de realitzar dures tasques agrícoles sense remuneració. Es tractava d'una organització dedicada a la feina amb menors en risc d'exclusió social formada per exmembres d'una organització similar que, al seu moment, va dependre d'una església baptista alemanya.
Quan van tornar a aparèixer denúncies de pederàstia en contra seva, Schäfer, ja transformat en cap de la secta, va organitzar el 1961 l'emigració de diversos centenars d'integrants de la seva comunitat a Xile.
El 1961, Paul Schäfer i Hermann Schmidt van comprar la finca rústica El Lavadero, situada a les ribes del torrent que li dona nom i del riu Perquilauquén, prop de Catillo, una localitat de l'interior de Parral, a la Regió del Maule. Comptava amb 3062 hectàrees, i va ser taxada en 104.960 escuts. La inscripció legal es va fer a nom de Hermann Schmidt i Rudolff Collen Frankowsky. El territori es va declarar amb franquícies duaneres, exempció de contribucions i alliberant-lo de l'impost de la renda.
Els esforços de la colònia per a projectar cap a l'exterior una imatge d'harmonia, treball mancomunat i ordre incloïen el treball de premsa, l'enregistrament i la difusió de vídeos que mostraven als seus residents feliços enmig de festes i commemoracions: els homes dedicats a les tasques del camp i les dones i nenes brodant o elaborant mantega.
No obstant això, els esforços propagandístics de Schäfer es van veure una vegada i una altra enterbolits per les denúncies de persones que successivament van protagonitzar fugues de la colònia, aconseguint obtenir asil a Alemanya. Wolfgang Muller va fugir el 1966 i va denunciar per primera vegada les atrocitats que ocorrien dins de la colònia. Muller va obtenir la ciutadania alemanya i va treballar en un diari, convertint-se en un activista contra els jerarques de la Colonia Dignidad i finalment en president d'una fundació dedicada al suport de les víctimes a Xile.
L'any següent, va aconseguir fugir un altre habitant de la colònia, Heinz Kuhn, que va confirmar les denúncies realitzades prèviament per Wolfgang Müller i va aportar més dades sobre els abusos. No obstant això, aquestes primeres denúncies van ser desestimades pels polítics conservadors i emfàticament desmentides per la ultradreta xilena. Els vincles de la direcció de la colònia en la gestació i preparació del cop d'estat de l'11 de setembre de 1973 van quedar demostrats més endavant en els tribunals de justícia xilens.
El 1985, un ciutadà rus-estatunidenc, Boris Weisfeiler, que recorria el sud de Xile com a turista de motxilla, va desaparèixer sense deixar rastre a la rodalia de la Colonia Dignidad.
Els seus habitants vivien sota un estrany sistema autoritari, amb un mínim contacte amb l'exterior. Schäfer ordenà la divisió de les famílies (els pares no parlaven amb els seus fills, o no sabien que tenien germans), prohibí tota mena de les relacions sentimentals o conjugals a joves, dones i homes adults, i decretà llur residència en espais aïllats. Schäfer abusava sexualment dels infants i alguns eren torturats, com es desprèn de les declaracions de la doctora alemanya Gisela Seewald, que va reconèixer haver tractat amb electroxocs i sedants a qui el seu cap deia que estaven posseïts.
El març de 2005, Paul Schäfer fou detingut a l'Argentina, país que immediatament l'extradí a Xile. Després de la seva detenció, la cadena de televisió alemanya Deutsche Welle emeté un documental on relatà la luctuosa història de la colònia.
El juny de 2005, el govern de Ricardo Lagos nomenà delegat a la Colonia Dignidad l'enginyer Herman Schwember Fernández i a l'agost les autoritats en prengueren el control. De forma paral·lela es va produir l'emigració d'un grup nombrós de colons que van retornar a Alemanya. Els que hi van quedar, prop de 200 persones, van començar un procés de revisió col·lectiva del seu passat. Per això van ser assessorats per un grup de psicòlegs i psiquiatres, recomanats al govern pel Consolat d'Alemanya a Xile. Un d'ells, Niels Biedermann, va explicar en una entrevista de premsa la situació viscuda.
El 14 de juny de 2005 es va produir la troballa d'un arsenal a Colonia Dignidad que estava en tres contenidors. Jaime Naranjo, senador del Partit Socialista de Xile, va assegurar que després de la troballa d'armes a Villa Baviera «no queda cap dubte» que a la Colonia Dignidad «es fabricava armament». No obstant això, el parlamentari va emfatitzar que allò principal era determinar si aquestes armes tenien com a destí les Forces Armades durant el règim d'Augusto Pinochet.

## Procés judicial
El jutge Jorge Zepeda va revelar a La Nación el novembre de 2008 l'existència d'un manual de tortura que s'utilitzava a la Colonia Dignidad contra els presos polítics. El mateix mes, Zepeda va condemnar a set anys de presó al líder de la colònia, Paul Schäfer, per l'homicidi el 1974 de Miquel Àngel Becerra Hidalgo.
El 18 d'abril de 2006, la comunitat de Villa Baviera va lliurar al Palacio de la Moneda una carta oberta titulada «Declaració als nostres conciutadans xilens i alemanys» en la qual reconeixen el mea culpa dels errors comesos, assumeixen la seva responsabilitat pels delictes investigats (abús de menors, tràfic d'armes i violacions dels drets humans), alhora que culpen Paul Schäfer de desfigurar les motivacions originals del projecte i utilitzar-lo per a cometre crims.
El desembre de 2015, la Cort d'Apel·lacions de Santiago va confirmar la sentència dictada a l'abril de 2014 per Jorge Zepeda en contra dels integrants de la DINA i d'exmembres de la Colonia Dignidad per associació il·lícita per diversos delictes comesos a partir de 1970. La sentència de primera instància, la seva confirmació per la Cort d'Apel·lacions de Santiago i un resum dels seus continguts principals es troben a disposició de la ciutadania.
El 26 d'abril de 2016, el ministre de relacions exteriors d'Alemanya, Frank-Walter Steinmeier, va anunciar en un discurs pronunciat a Berlín la seva decisió de rebaixar en 10 anys el termini de protecció existent per als arxius que estan en poder de l'Estat alemany sobre la Colonia Dignidad, que estava fixat d'inici en 30 anys. Amb aquesta mesura, quedaran immediatament a disposició d'investigadors, historiadors i periodistes els documents d'entre 1986 i 1996. La mesura va ser anunciada pel ministre Steinmeier després d'una exhibició especial de la pel·lícula Colonia en una sala del Ministeri de Relacions Exteriors, la qual va comptar amb l'assistència d'importants autoritats i d'algunes víctimes. El ministre va demanar perdó per l'actuació alemanya en els crims comesos a la Colonia Dignidad, reconeixent que s'avergonyia de la diplomàcia alemanya. Durant anys haurien, en el millor dels casos, «mira't cap a un altre costat» i clarament era poc allò realitzat per a protegir els seus conciutadans.
Una demanda col·lectiva pels perjudicis causats per la secta encapçalada per Schäfer va ser presentada per un grup de 120 excolons i patrocinada per l'advocat i víctima Winfried Hempel. En la demanda presentada davant els estats de Xile i Alemanya, argumenten que les autoritats no van brindar la protecció deguda als seus ciutadans, exigint una reparació en diners d'un milió de dòlars per a cada colon. Segons l'advocat, la secta hauria estat «una de les més perilloses de la història de la humanitat».
El 2020, un reportatge de la cadena alemanya de televisió Deutsche Welle sobre Colonia Dignidad va culpar Hernán Larraín, qui en el passat havia defensat la secta, de la manca d'avenços en les causes, indicant que Larraín en el lloc de Ministre de Justícia resulta un obstacle per a l'avanç de les causes.